# 盛岡市議会
盛岡市議会（もりおかしぎかい）は、岩手県の県庁所在地である盛岡市に設置されている地方議会である。

## 概要

### 任期
4年

### 定数
38人

### 所在地
岩手県盛岡市内丸12-2
盛岡市役所本庁舎3階

### 委員会
- 議会運営委員会
- 議会広報委員会

#### 常任委員会
- 総務常任委員会
- 教育福祉常任委員会
- 産業環境常任委員会
- 建設常任委員会

#### 特別委員会
- 予算審査特別委員会
- 子ども・子育て特別委員会
- 公共交通対策特別委員会
- 農商工連携特別委員会
- 環境保全対策特別委員会

##### かつてあった特別委員会
- 持続可能な地域づくり特別委員会
- 中心市街地整備特別委員会
- 防災まちづくり特別委員会
- 新型コロナ等対策特別委員会
- 人口減少対策特別委員会
- スポーツ振興特別委員会
- 労働・雇用創出特別委員会
- ICT活用特別委員会
- いわて国体推進特別委員会

### 定例会
- 3月
- 6月
- 9月
- 12月

### 事務局
- 議会事務局
  - 議事総務課
    - 総務係
    - 議事係
    - 調査係

## 会派
2023年の市議会選挙において、盛友会は横ばいの17議席で最大会派を維持。創盛会が1議席増、日本共産党盛岡市議団が横ばいで、5議席を獲得し第二会派となった。選挙前に第二会派であった市政クラブは4議席減となり、第四会派に転落。
その他、これまで盛岡市議会に議席のなかった、れいわ新選組・日本維新の会・参政党が議席を獲得した。参政党はこれまで無所属グループであった創盛会に加わり、他２党は独自会派を形成した。
| 会派名                | 議席数 | 所属党派                                   | 議員名（◎は代表者） | 女性議員数 | 女性議員の比率（％） |
| --------------------- | ------ | ------------------------------------------ | --- | ---------- | -------------------- |
| 盛友会                | 17     | 自由民主党系無所属 国民民主党1 幸福実現党1 | ◎千葉伸行(国) 浅沼克人 天沼久純 遠藤政幸 小笠原秀夫 菊田隆 工藤健一 櫻裕子(幸) 佐藤明彦 鈴木真吾 竹田浩久 田山俊悦 千葉順子 野田尚紀 藤澤由蔵 村田芳三 山崎智樹 | 2          | 11.8                 |
| 創盛会                | 5      | 無所属4 参政党1                            | ◎兼平孝信 大畑正二 寺長根浩(参) 豊村徹也 中村一 | 0          | 0                    |
| 日本共産党盛岡市議団  | 5      | 日本共産党                                 | ◎神部伸也 庄子春治 鈴木努 髙橋和夫 三田村亜美子 | 1          | 20.0                 |
| 市政クラブ            | 4      | 立憲民主党2 無所属2                        | ◎中村亨(立) 伊勢志穂 中村雅幸 野中靖志(立) | 1          | 25.0                 |
| 公明党                | 3      | 公明党                                     | ◎太田隆司 池野直友 鈴木聖子 | 1          | 33.3                 |
| れいわ from2 もりおか | 2      | れいわ新選組                               | ◎縄手豊子 細川由香里 | 2          | 100                  |
| 日本維新の会          | 1      | 日本維新の会                               | 佐藤尚弘 | 0          | 0                    |
| 無所属                | 1      | 無所属                                     | 後藤百合子 | 1          | 100                  |
| 計                    | 38     |                                            | | 8          | 21.1                 |

## 議員報酬等
| 役職   | 報酬            | 政務活動費 |
| ------ | --------------- | ---------- |
| 議長   | 月額 71万1000円 | 月額 5万円 |
| 副議長 | 月額 64万5000円 | 月額 5万円 |
| 議員   | 月額 61万7000円 | 月額 5万円 |

※別途、年2回期末手当あり

## 定数の推移
「盛岡市議会議員定数条例」によって定数が決められている。
- 1999年（平成11年）4月25日選挙 - 44人
- 2007年（平成19年）4月22日選挙 - 44人→42人
- 2011年（平成23年）8月28日選挙 - 42人→38人

## 議会出身者
- 大矢馬太郎（貴族院議員・5代目、9代目盛岡市長）
- 中村治兵衛（貴族院議員）
- 三田義正（貴族院議員）
- 村井弥兵衛（貴族院議員）
- 川村松助（参議院議員）
- 石川金次郎（衆議院議員）
- 工藤吉次（衆議院議員）
- 高橋比奈子（衆議院議員）
- 山本弥之助（衆議院議員・14代目盛岡市長）
- 堀合由巳（7代目盛岡市長）
- 小泉多三郎（12代目盛岡市長）
- 金田一勝定（岩手軽便鉄道社長）
- 三田俊次郎（岩手県医師会会長）